# Ник Ут
Ник Ут, настоящее имя Хуинь Конг Ут (вьет. Huỳnh Công Út, род. 29 марта 1951) — американский фотокорреспондент Associated Press вьетнамского происхождения. В 1973 году за фотографию «The Terror of War» («Ужас войны», также известной как «Напалм во Вьетнаме») получил престижную Пулитцеровскую премию, а так же стал призёром международного конкурса фотожурналистов «World Press Photo of the Year» за 1973 год. В списке 100 самых влиятельных фотографий XX века, составленного Колумбийским университетом, «Ужас войны» находится на 41 месте.

## Биография
Ник Ут родился в провинции Лонган во Вьетнаме. С 16 лет начал работать фотокорреспондентом, как и его старший брат Хюинь Тхань Ми (вьетн. Huỳnh Thanh Mỹ), для Associated Press. Брат умер во время Вьетнамской войны, сам Ник Ут был трижды ранен: в колено, руку, живот.
В настоящий момент является гражданином США и проживает с семьей и двумя детьми в Лос-Анджелесе, где работает в штаб-квартире Associated Press.

## «Ужас войны»
В деревне Чангбанг (пров. Тэйнинь) 8 июня 1972 года шли бои между просеверовьетнамским Вьетконгом и войсками проамериканского южновьетнамского правительства. Мирные жители покинули деревню. Пилот южновьетнамских ВВС по ошибке принял их за солдат Вьетконга и начал сбрасывать напалмовые бомбы.
На фотографии — девятилетняя Ким Фук, визжащая от боли, её старший брат — двенадцатилетний Фан Тхань Там, младший брат — пятилетний Фан Тхань Фуок, двоюродные брат с сестрой Хо Ван Бо и Хо Тхи Тинг.
Ник Ут доставил детей в госпиталь.
В офисе Associated Press шли ожесточенные споры по поводу публикации фотографии:
Редактор AP забраковал фото бежавшей без одежды Ким Фук, поскольку она была обнаженной. Изображения обнаженных людей всех полов и возрастов были табу в AP 1972 году… Хорст по телексу убеждал шефа в Нью-Йорке, что для этой фотографии можно пойти на уступки — с условием, что ни одно изображение крупным планом Ким Фук не будет опубликовано. Нью-йоркский фоторедактор Хал Бюэл согласился, что информационная ценность фотографии превышает любые запреты на наготу. Президент США Ричард Никсон в разговоре с Главой администрации Президента США Г. Р. Хальдманом выразил сомнение по поводу подлинности фотографии и выдвинул предположение о возможной фальсификации.

## Выставка во Вьетнаме
Впервые за 32 года после эмиграции в США из Вьетнама Ник Ут принял решение организовать выставку своих фотографий в г. Хошимин. Открытие планировалось на 1 июня 2007 г. Однако вьетнамская сторона решила выставку «отложить», и 3 июня 2007 г. Ник Ут вернулся в Америку.